# 雲頂兜蟲
雲頂兜蟲（學名：Allomyrina pfeifferi），是叉犀金龜屬的一種甲蟲，又稱為雲頂叉犀金龜或雲頂獨角仙。

## 外觀
雲頂兜蟲體型較小，雄性約27~40mm，雌性則是18~32mm，體色為淡棕色，雄性成蟲的頭部長有一支兩邊對稱、雙分叉的觭角。

## 分布
本種主要分佈在緬甸、馬來西亞、印尼等地。

## 習性
生活在熱帶低海拔地區的森林中，以吸食樹汁為食，具有趨光性，雖然體型不大，但性格兇猛。雌蟲會鑽入土中產卵。